# 太陽動力學天文台
太陽動力學天文台（英語：Solar Dynamics Observatory，縮寫：SDO）是美國太空總署一個觀測太陽至少5年的太空任務。本衛星是在2010年2月11日發射。SDO是美國太空總署觀測日地關係的“與恆星共存”（Living With a Star，LWS）計劃的一部分。LWS計劃的目的是要更加了解太陽和地球的關係。SDO的科學目標是以小尺度的時間和空間下以多波段研究太陽大氣層，以了解太陽對地球和近地球太空區域的影響。預期SDO將能研究太陽的磁場如何產生以及磁場結構、如何儲存電磁能量與能量如何以太陽風、高能粒子和多種波長的輻射等形式釋放進太陽圈和外太空。

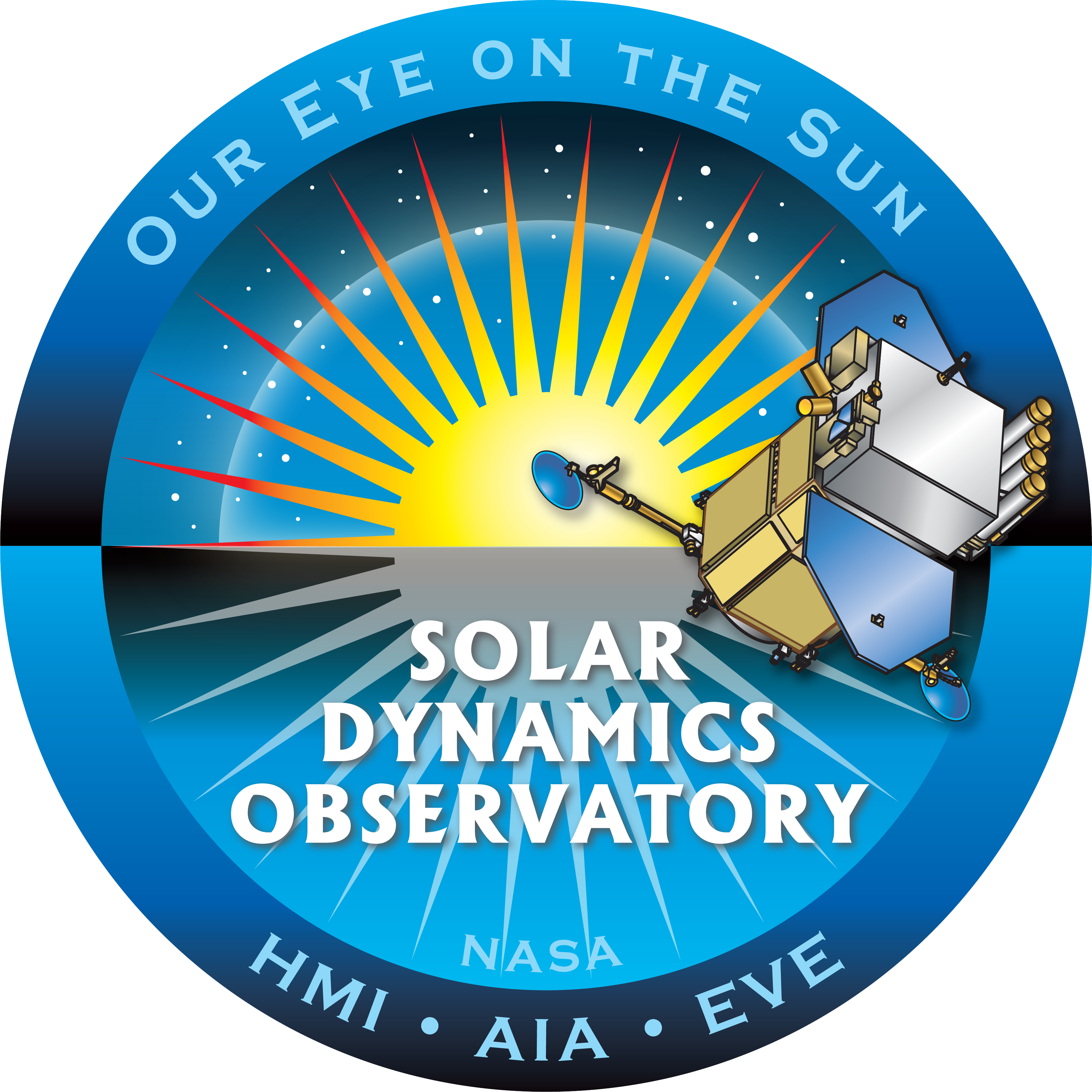
太陽動力學天文台的任務徽章

## 任務介紹
SDO衛星本體是在NASA的戈達德太空飛行中心組裝並測試，於2010年2月11日在卡納維爾角空軍基地發射。SDO的主要任務將進行5年3個月，加上延伸任務的話預期可進行10年。SDO可說是太陽和太陽風層探測器的後繼任務。
SDO衛星本身有三項科學儀器：日震與磁成像儀（Helioseismic and Magnetic Imager, HMI），由史丹佛大學製造、極紫外線變化實驗儀（Extreme Ultraviolet Variability Experiment, EVE），由科羅拉多大學博爾德分校的大氣太空物理實驗室（Laboratory for Atmospheric and Space Physics, LASP）製造、大氣成像組件（Atmospheric Imaging Assembly, AIA），由洛克希德·馬丁製造。衛星觀測的資料將會立即被使用。

### 日震與磁成像儀
日震與磁成像儀（Helioseismic and Magnetic Imager，HMI）由史丹佛大學負責。該儀器是用來研究太陽變化與判斷太陽內部結構和磁場活動與結構。HMI的資料可用以確定太陽活動能量的內部來源與機制，以及與太陽表面磁場活動有關的太陽內部物理機制。HMI也可以記錄資料以判斷日冕磁場以研究太陽外大氣層變化。使用該儀器觀測將可用以建立太陽內部動力結構與磁場活動關聯以了解太陽活動與其影響。HMI將拍攝高解析度的整個太陽可見光盤面縱向和向量太陽磁場，可說是太陽和太陽風層探測器上的邁克生都卜勒成像儀（Michelson Doppler Imager，MDI）的加強。

### 極紫外線變化實驗儀
極紫外線變化實驗儀（Extreme Ultraviolet Variability Experiment，EVE）將以比先前TIMED衛星上的SEE、SOHO和SORCE上的XPS更高的光譜解析度、時間間隔和精確度拍攝太陽的極紫外線輻射。EVE將以物理模形深入了解太陽極紫外線輻射強度變化和太陽磁場變化的關聯。
太陽釋放的高能極紫外線光子主要會使地球的高層大氣加熱和電離層的形成。太陽極紫外線輻射強度會隨時變化，同時也跟隨週期11年的太陽週期改變。了解太陽極紫外線強度變化相當重要，因為這和大氣加熱、衛星曳力以及通訊系統衰減（包含全球定位系統瓦解）有明顯衝擊。
EVE的儀器是由科羅拉多大學博爾德分校的大氣太空物理實驗室（Laboratory for Atmospheric and Space Physics，LASP）製造，主持人是Tom Woods博士，在2007年9月7日送到戈達德太空飛行中心。該儀器可量測波長在30nm以下，光譜解析度較先前儀器提升70%；時間間隔則因為儀器的的攝影設備可每10秒拍攝，超過100%工作週期而較先前儀器提升30%。

### 大氣成像組件
大氣成像組件（Atmospheric Imaging Assembly，AIA）是由洛克希德馬丁太陽與天文物理實驗室（Lockheed Martin Solar and Astrophysics Laboratory，LMSAL）負責。該儀器可拍攝高時間與空間解析度的完整太陽盤面的數個不同波長紫外線和極紫外線影像。儀器內有四個各自獨立操作的望遠鏡，由史密松天體物理台設計。

## 發射
SDO於2010年2月11日在卡纳维拉尔角空军基地41号航天发射复合体發射。使用的火箭是Atlas V-401。

## 軌道
衛星發射後的原始軌道是遠地點2500公里的軌道。之後會進行多次軌道提升以到達預定的地球同步軌道（圓軌道）；軌道高度36000公里，位於西經102°，軌道傾角28.5°。

## 圖集

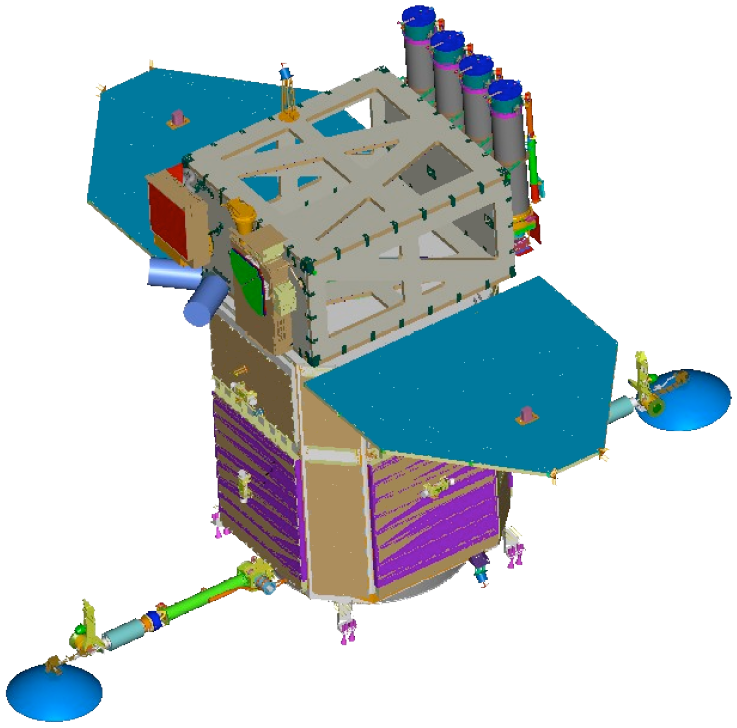
SDO 3-D構造圖解
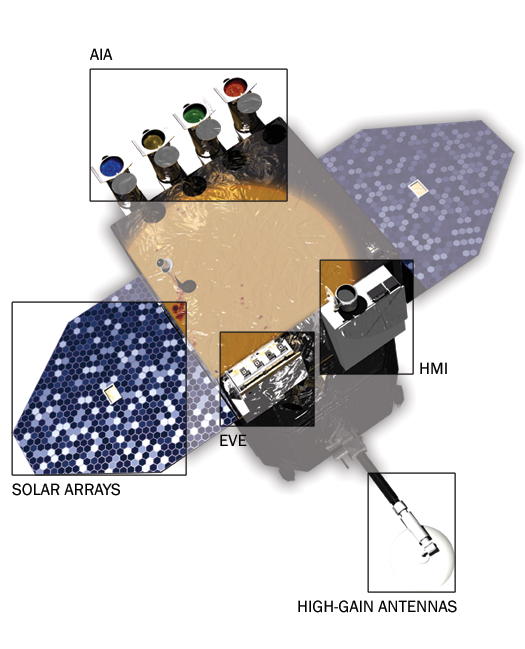
SDO的儀器
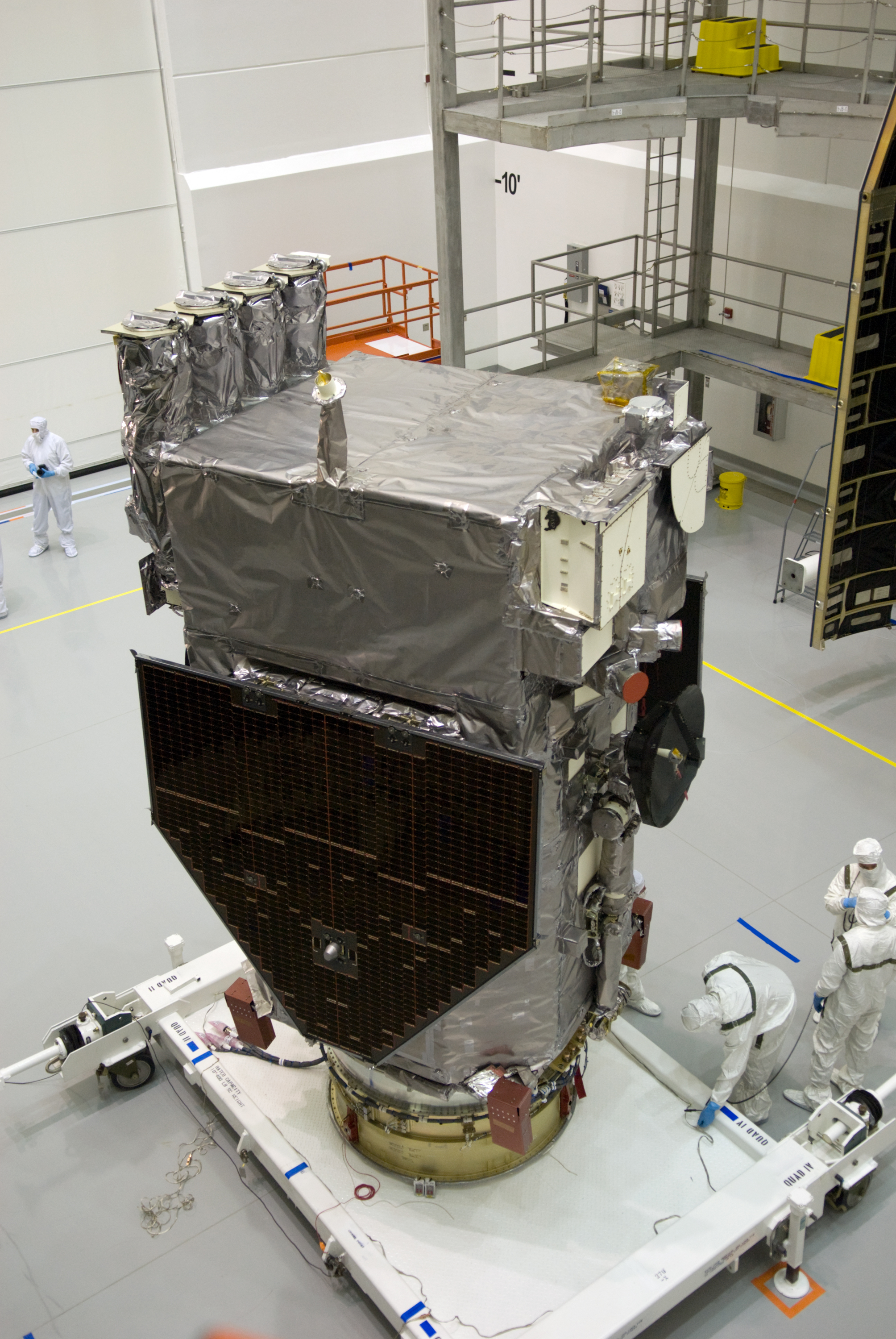
即將準備放上火箭發射的SDO
- SDO進入軌道的想像動畫
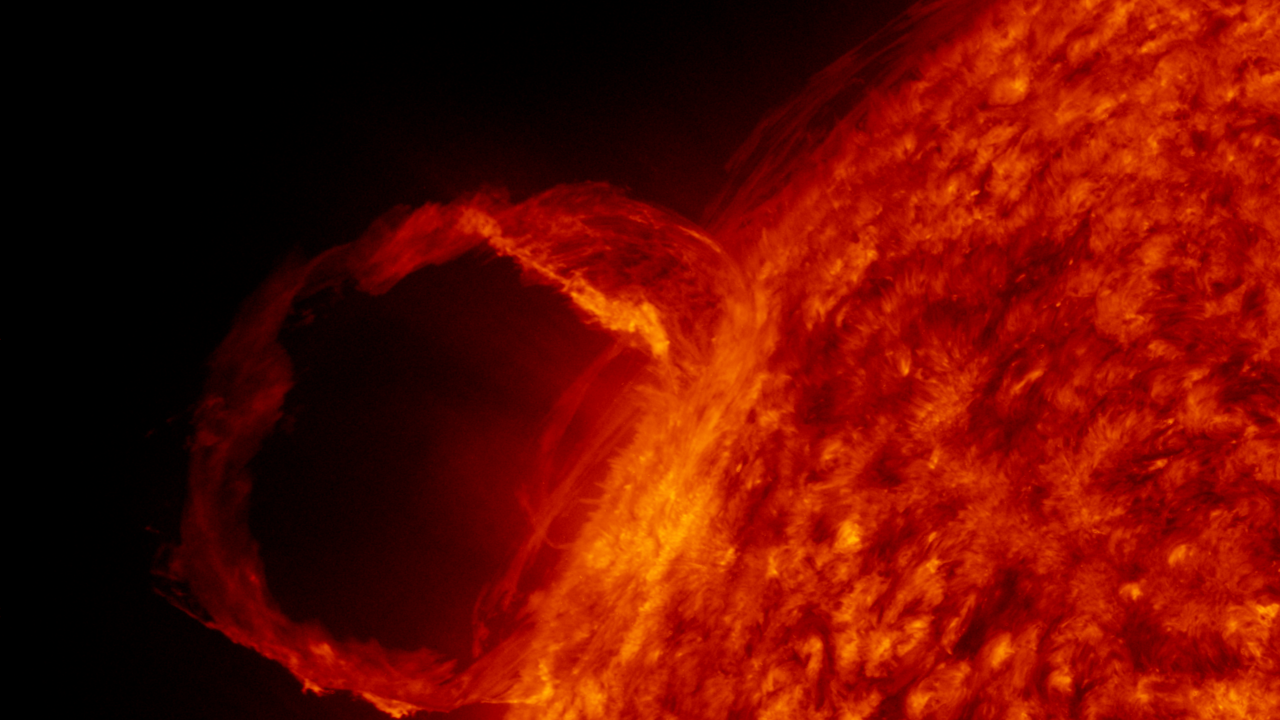
SDO拍攝的第一張影像，其中可見太陽閃焰
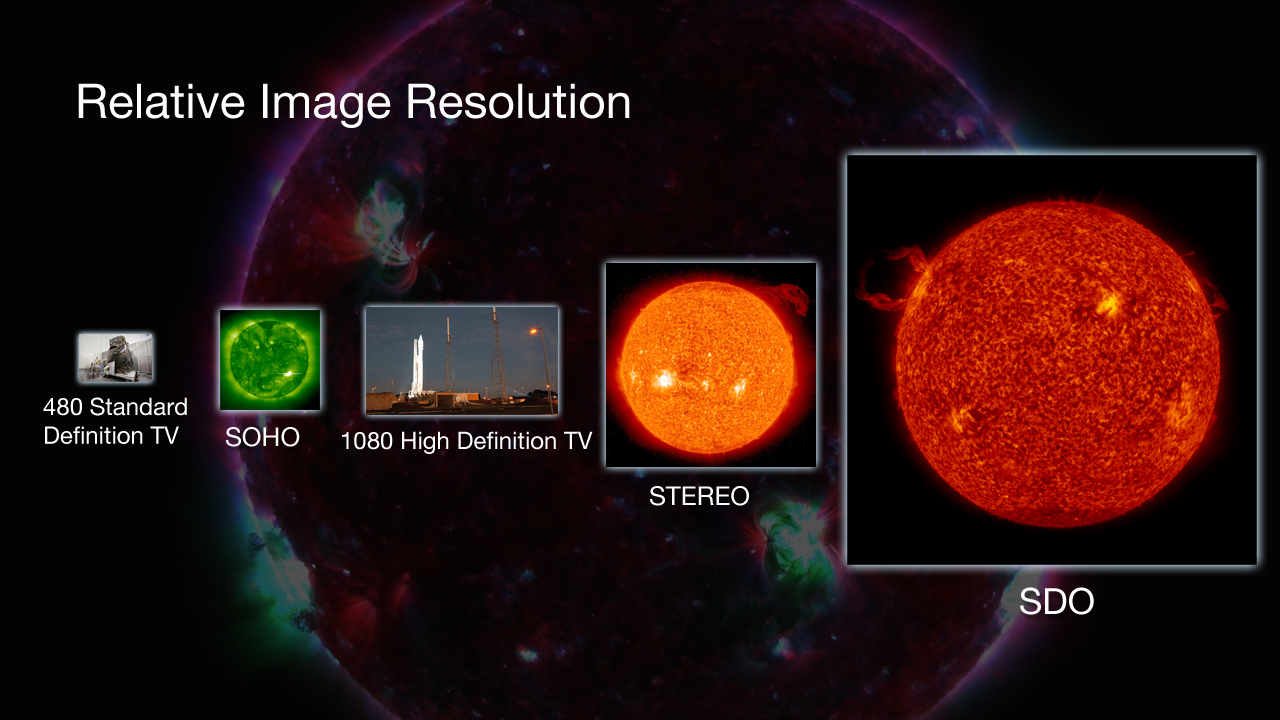
各太陽探測器解析度比較
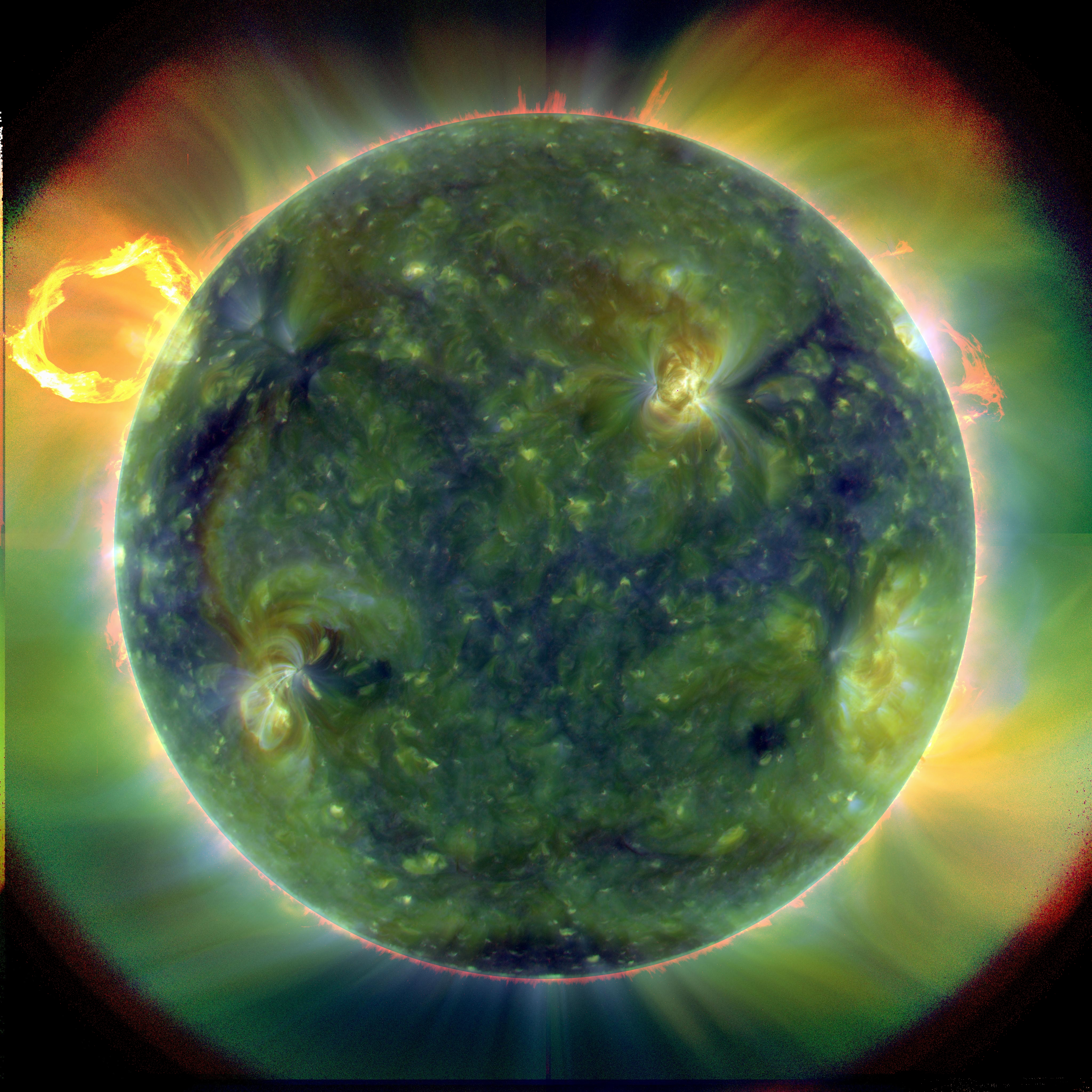
SDO以極紫外線觀測的太陽

## 外部連結
- NASA Science News - SDO "First Light" press conference, April 21, 2010（页面存档备份，存于）
- Solar Dynamics Observatory (SDO) mission website（页面存档备份，存于）
- Where is the Solar Dynamics Observatory (SDO) right now?（页面存档备份，存于）
- NASA's official SDO website（页面存档备份，存于）
- Solar Dynamics Observatory  (SDO) launch blog（页面存档备份，存于）
- SDO Outreach Material（页面存档备份，存于）, HELAS
- Solar Dynamics Observatory Mission Profileby NASA's Solar System Exploration（页面存档备份，存于）
- Solar Dynamics Observatory Fact Sheet（页面存档备份，存于）
- 3D model of SDO, Requires 3D Life Player

### 大眾媒體
- Solar Dynamics Observatory (SDO)的X（前Twitter）
- NASA Solar Dynamics Observatory (Little SDO)（页面存档备份，存于） （Facebook）
- YouTube上的NASA Little SDO HMI頻道

### 儀器介紹網站
- Extreme Ultraviolet Variability Experiment (EVE)（页面存档备份，存于）, University of Colorado
- ATMOSPHERIC IMAGING ASSEMBLY (AIA)（页面存档备份，存于）, 洛克希德·馬丁
- Helioseismic and Magnetic Imager (HMI)（页面存档备份，存于）, 史丹佛大學
- Joint Science Operations Center - Science Data Processing HMI - AIA（页面存档备份，存于）